# Kobo Touch
Pour les articles homonymes, voir Kobo.

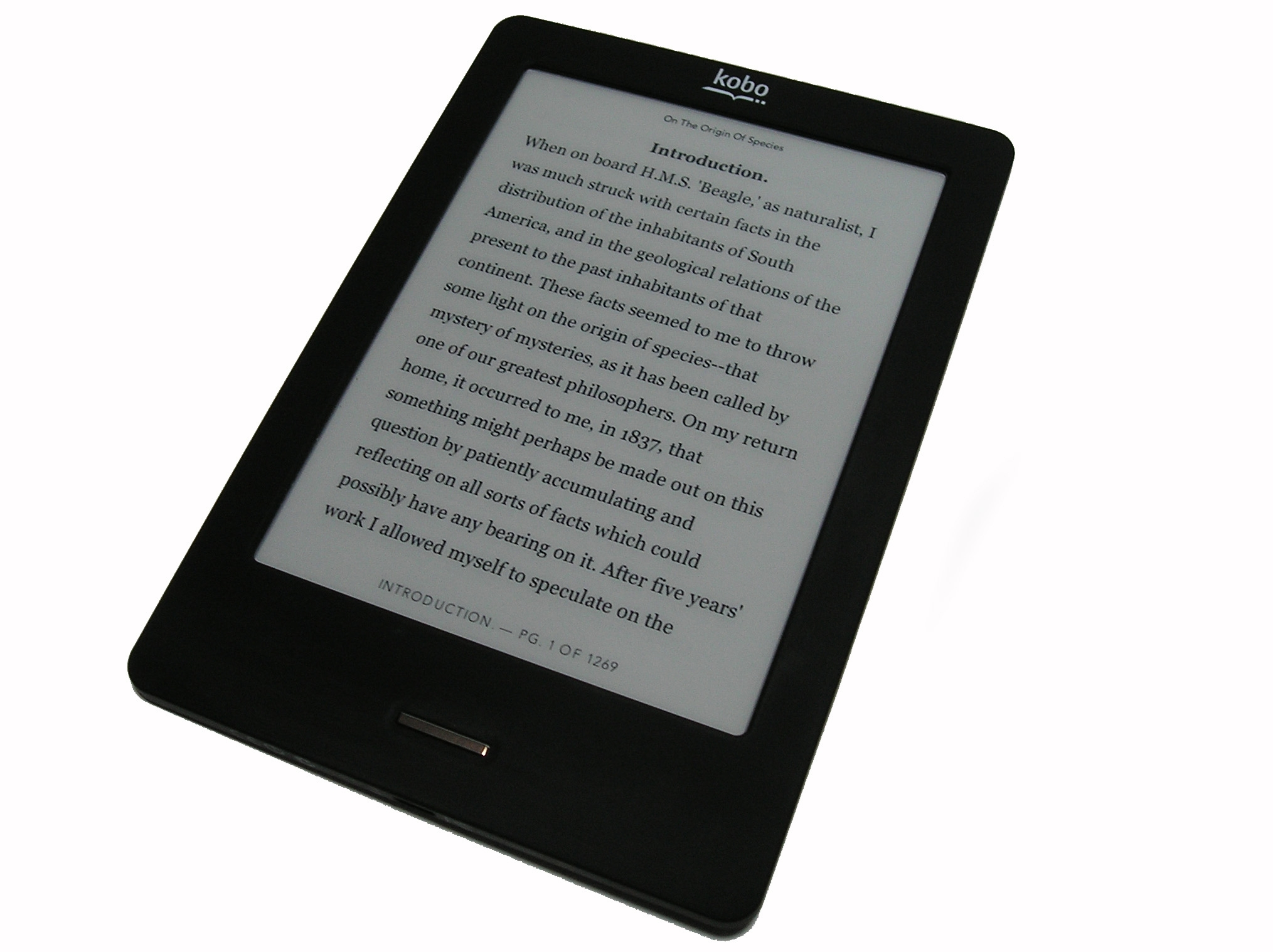
Une liseuse Kobo Touch.

Kobo Touch, ou Kobo Touch eReader, est une liseuse commercialisée par Kobo, Inc. (Rakuten). Elle est commercialisée en France depuis novembre 2011 en partenariat avec la Fnac sous l'appellation Kobo by Fnac.

## Historique
Cette liseuse, d'abord vendue par la société canadienne Kobo, est arrivée en France sous le nom Kobo by Fnac en remplacement de la FnacBook.
La Fnac a annoncé après les fêtes de fin d'année 2011 que la liseuse a réalisé un excellent départ : elle a mis moins de deux semaines pour se vendre autant que la FnacBook en plus d'un an. Elle apparaît ainsi comme le deuxième appareil le plus vendu par la Fnac pendant la fin de l'année 2011.

## Description et fonctionnalités
Il pèse 185 grammes avec une taille de 165x114x10 mm.
Les formats ouverts (ePub et PDF entre autres) sont supportés et la mémoire interne de l'appareil est de 2 Go, extensible à plus de 32 Go en insérant une carte mémoire micro-SD. Le Wi-Fi et l'USB permettent de relier la liseuse à internet et à un ordinateur.
L'écran est entièrement tactile, de technologie e-ink Pearl 6’’.
L'offre de livres électroniques est l'une des plus fournies avec 200 000 livres de langue française, plusieurs millions toutes langues confondues dont plus d'1 million gratuits d'après le site web Kobobooks.